# Bäreberg
Bäreberg is een plaats in de gemeente Essunga in het landschap Västergötland en de provincie Västra Götalands län in Zweden. De plaats heeft 50 inwoners (2000) en een oppervlakte van 6 hectare. In 2005 was het inwoneraantal tot onder de 50 gezakt en als het inwoneraantal van Zweedse plaatsen onder de 50 is gezakt dan worden het inwoneraantal en oppervlakte niet meer officieel geregistreerd.